# Crișeni, Harghita
Crișeni (maghiară Kőrispatak) este un sat în comuna Atid din județul Harghita, Transilvania, România.
Satul Crișeni este situat pe valea pârâului Cușmed, la 6 km vest de Atid. Este sat de hotar al județului Harghita.
Accesul este din Sângeorgiu de Pădure spre Bezid pe drumul Sângeorgiu de Pădure – Atid – Cristuru-Secuiesc, la 16 km.
Satul – lung de 3 km - este locuit de 726 persoane; majoritatea reformați, 150 unitarieni, romano-catolici și neoprotestanți.

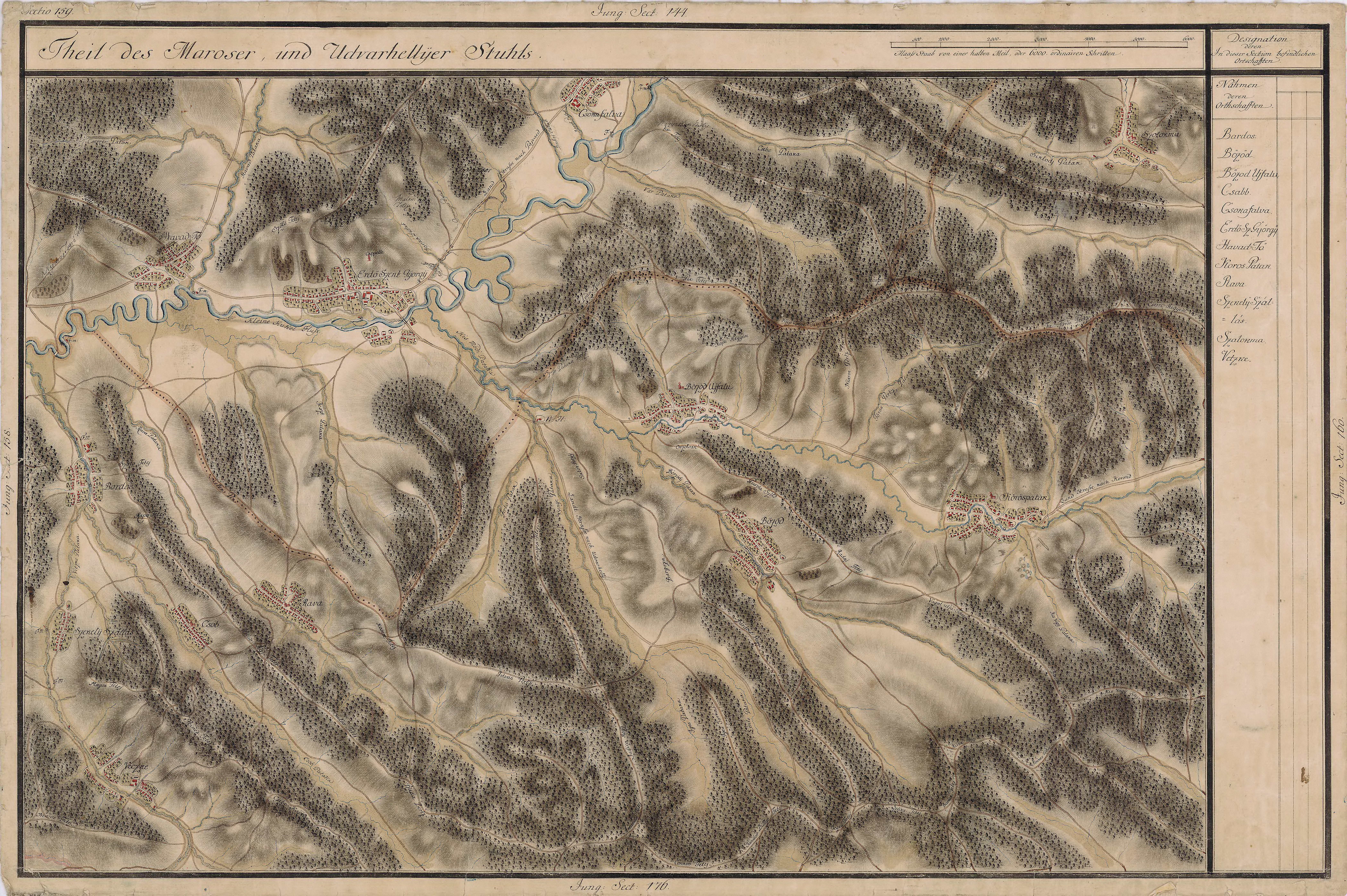
Crișeni în Harta Iosefină a Transilvaniei, 1769-73

În secolul XVII a existat o biserică construită în stil gotic; actuala biserică reformată a fost construită în 1820, deoarece vechea biserică a ars. Pe turnul bisericii se poate vedea data construcției (1773). Casa parohială a fost construită între 1844-1861.
Prima biserică unitariană a fost construită, împreună cu clopotnița, în jurul anilor 1670. După reformație au apărut două biserici protestante: reformată și unitariană. În locul vechii biserici unitariane, distrusă de incendiu, s-a construit actuala biserică în 1815.
Principalele ocupații în Crișeni sunt agricultura și zootehnia. Arta confecționării pălăriilor de paie și a obiectelor decorative din paie are o tradiție de cca. 150 ani. În 1879 în jur de o sută de persoane din sat se ocupau cu împletirea paielor. Azi aproape nu există în sat cineva care să nu cunoască acest meșteșug.

## Vezi și
- Muzeul pălăriilor de paie din Crișeni
- Biserica reformată din Crișeni

## Imagini

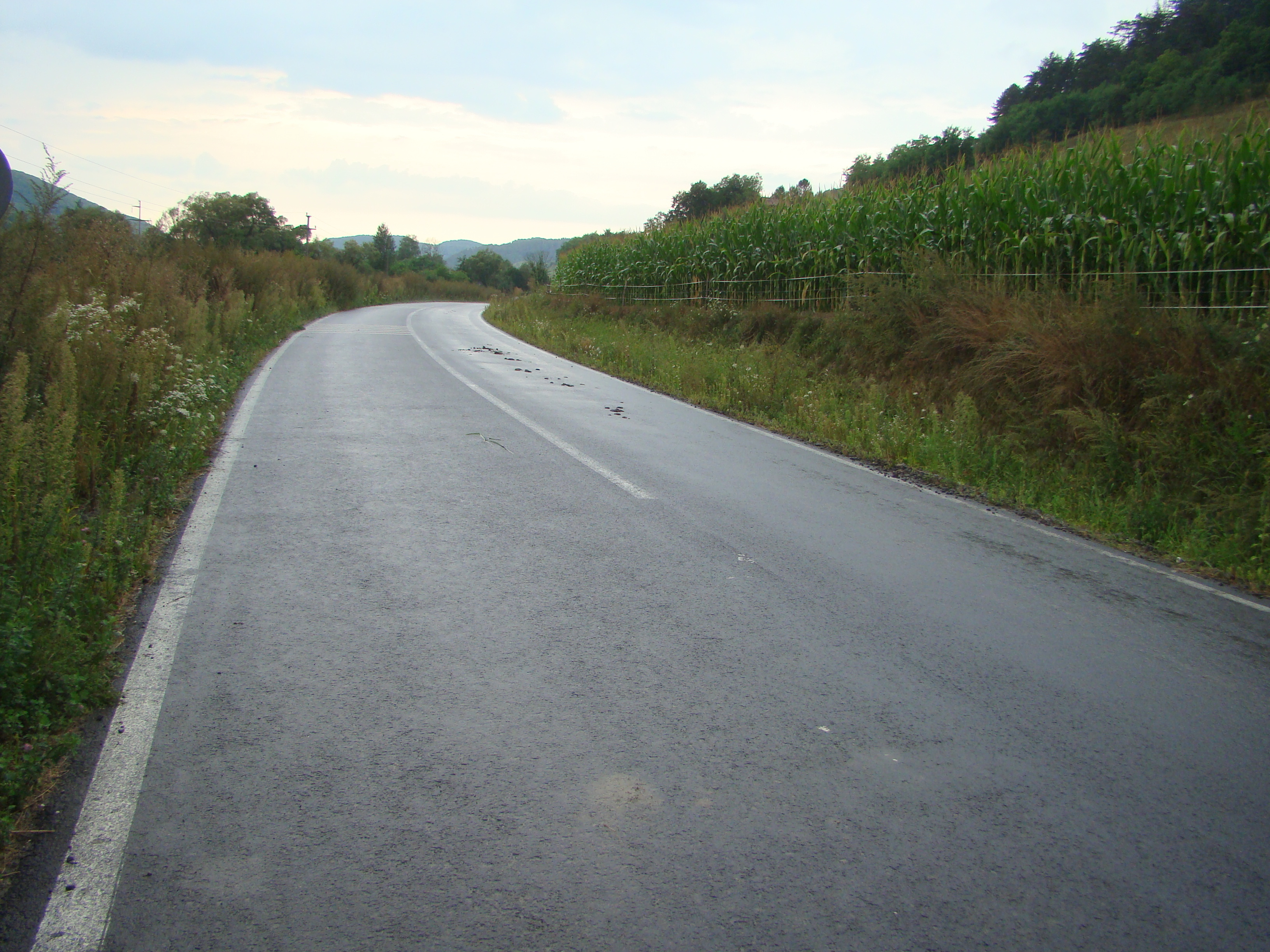
Drumul Sângeorgiu de Pădure-Crișeni
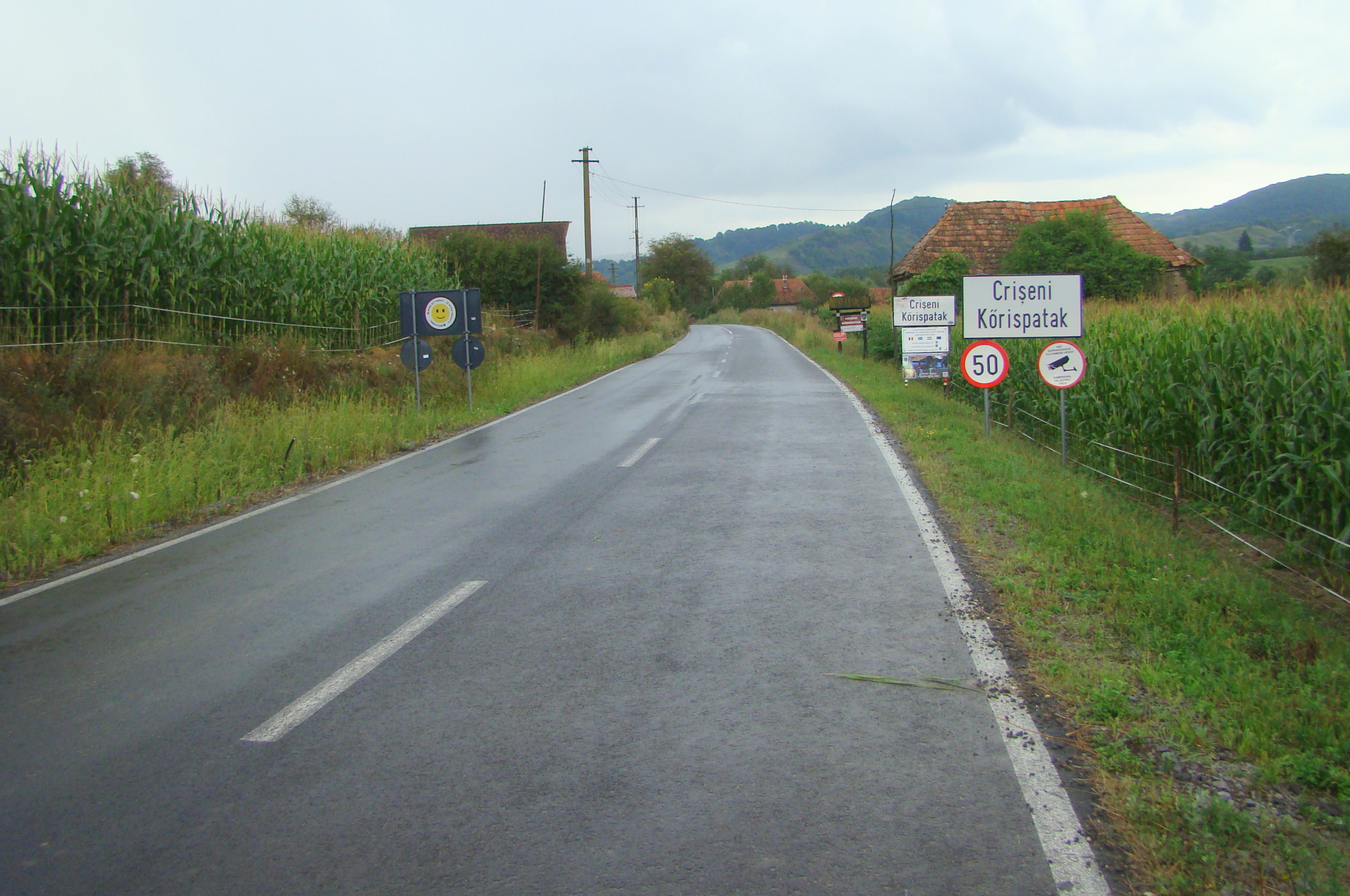
Intrarea dinpre Bezid
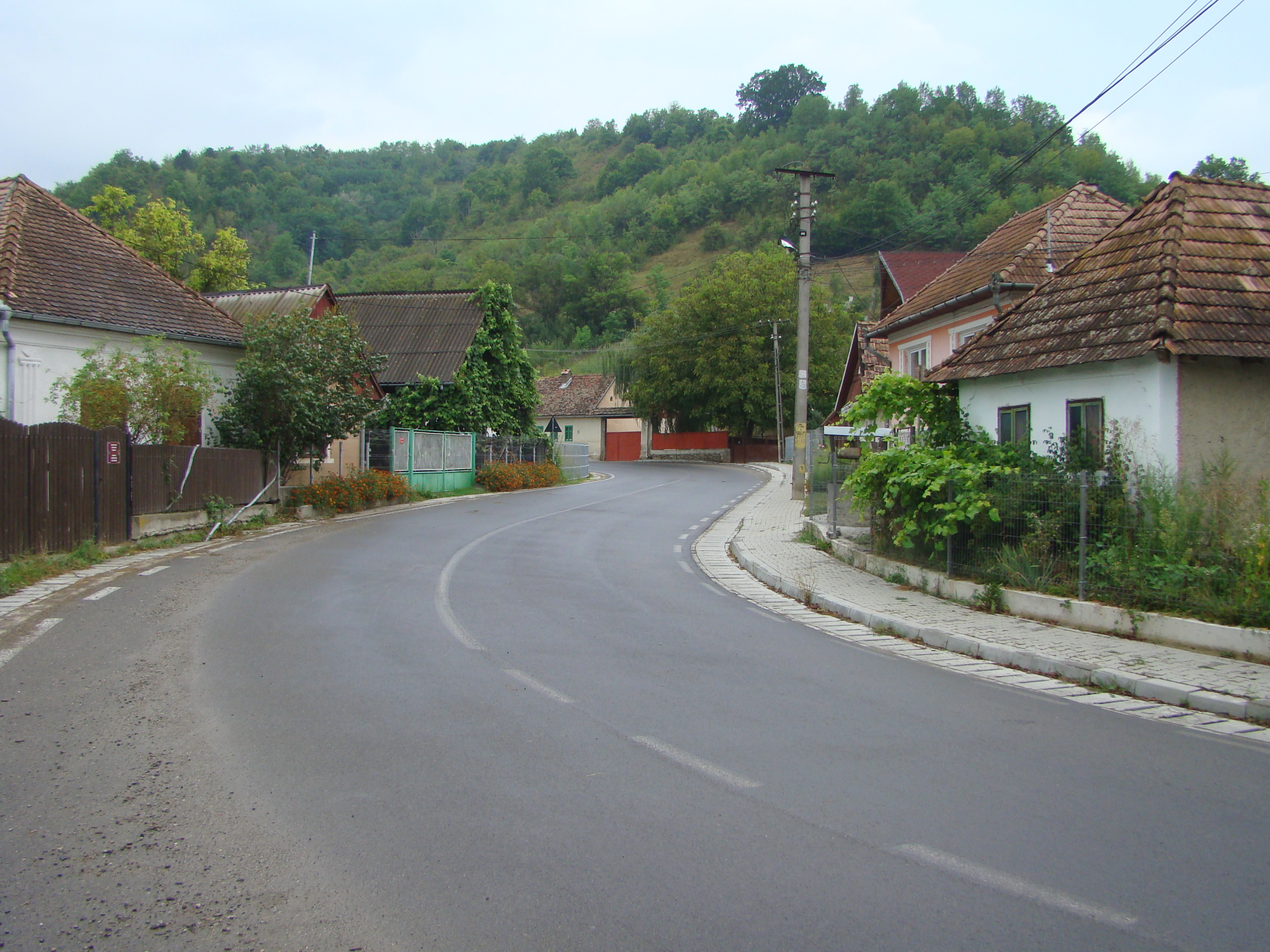
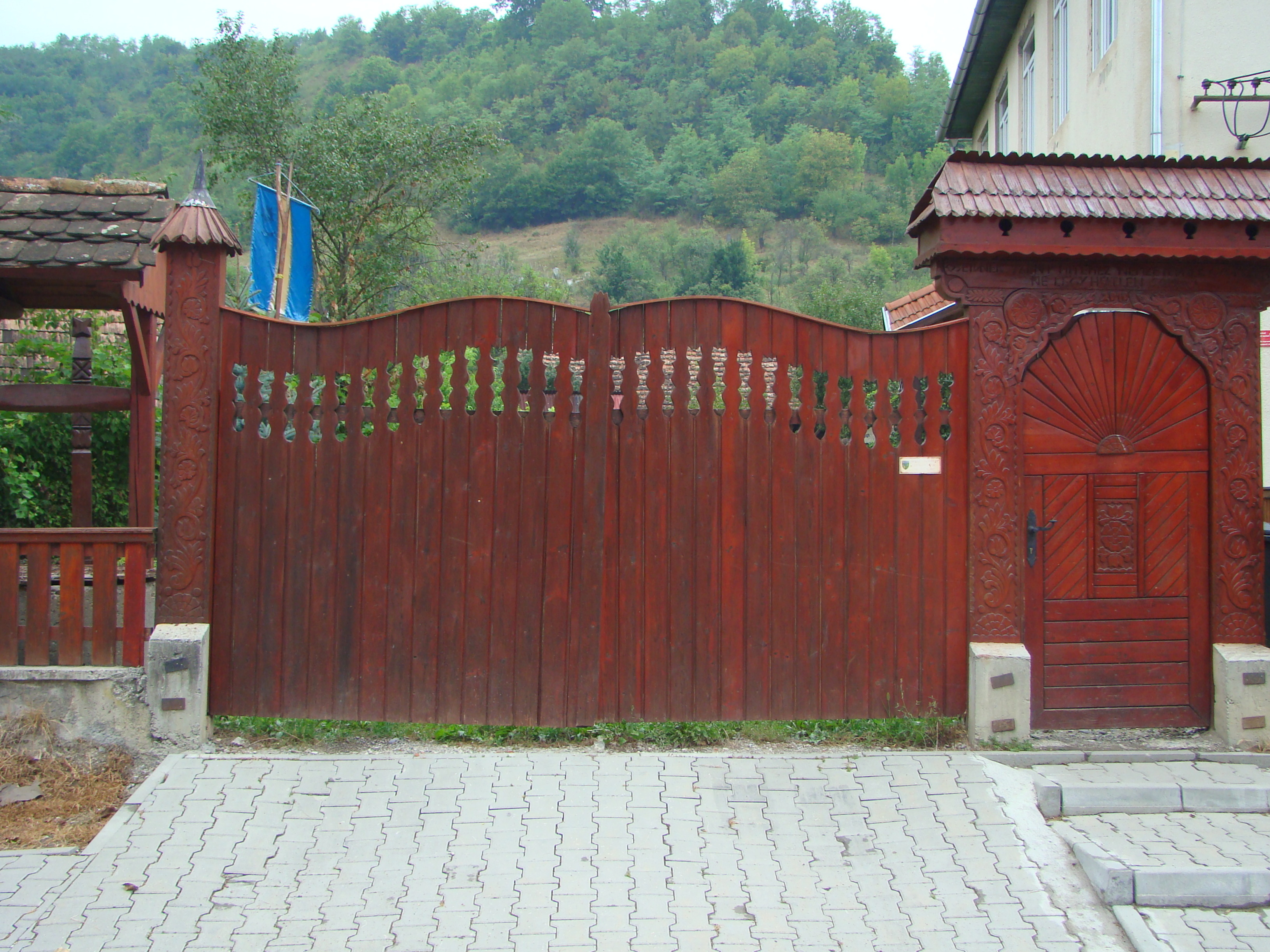
Poartă secuiască de lemn
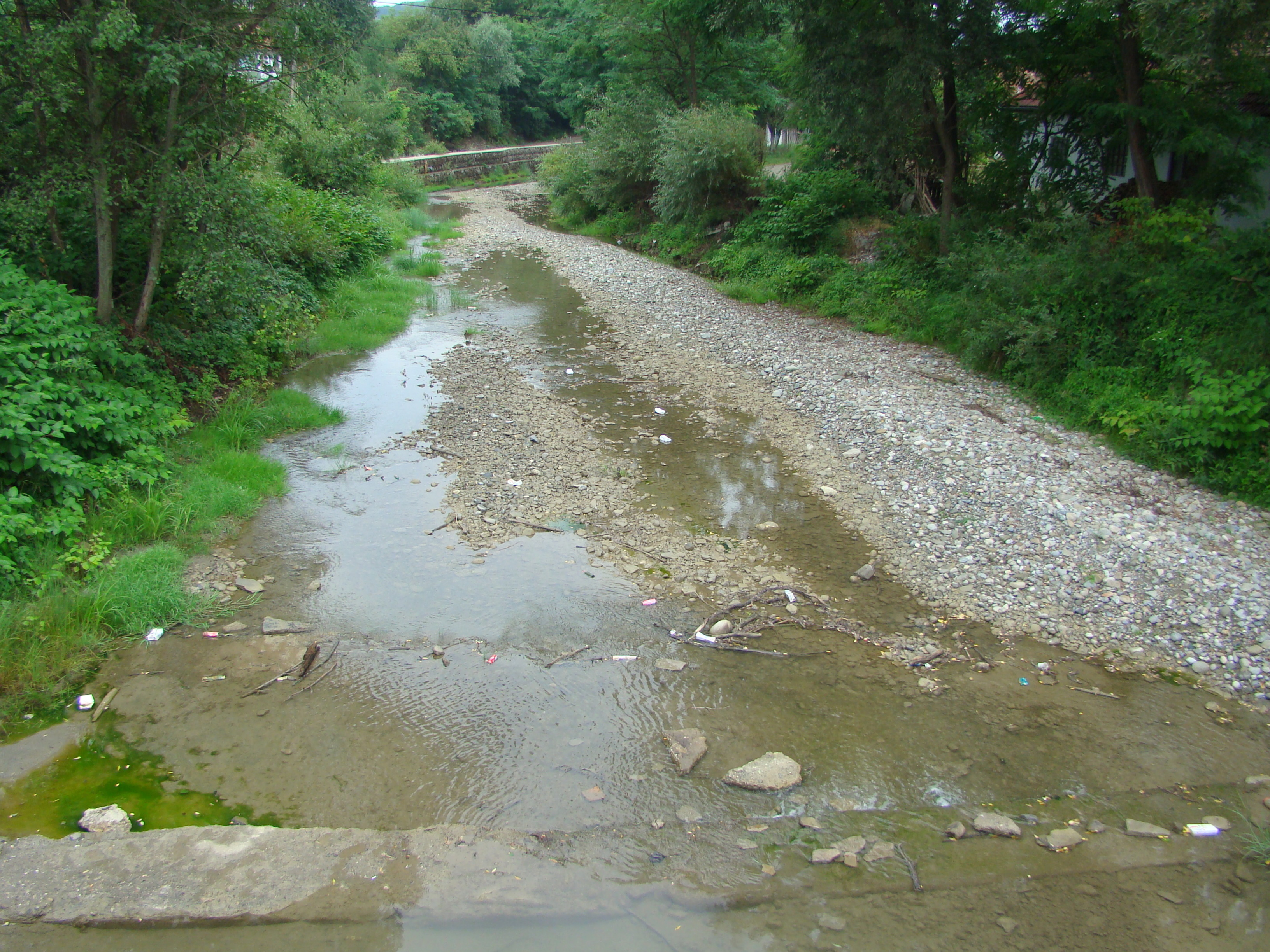
Râul Cușmed
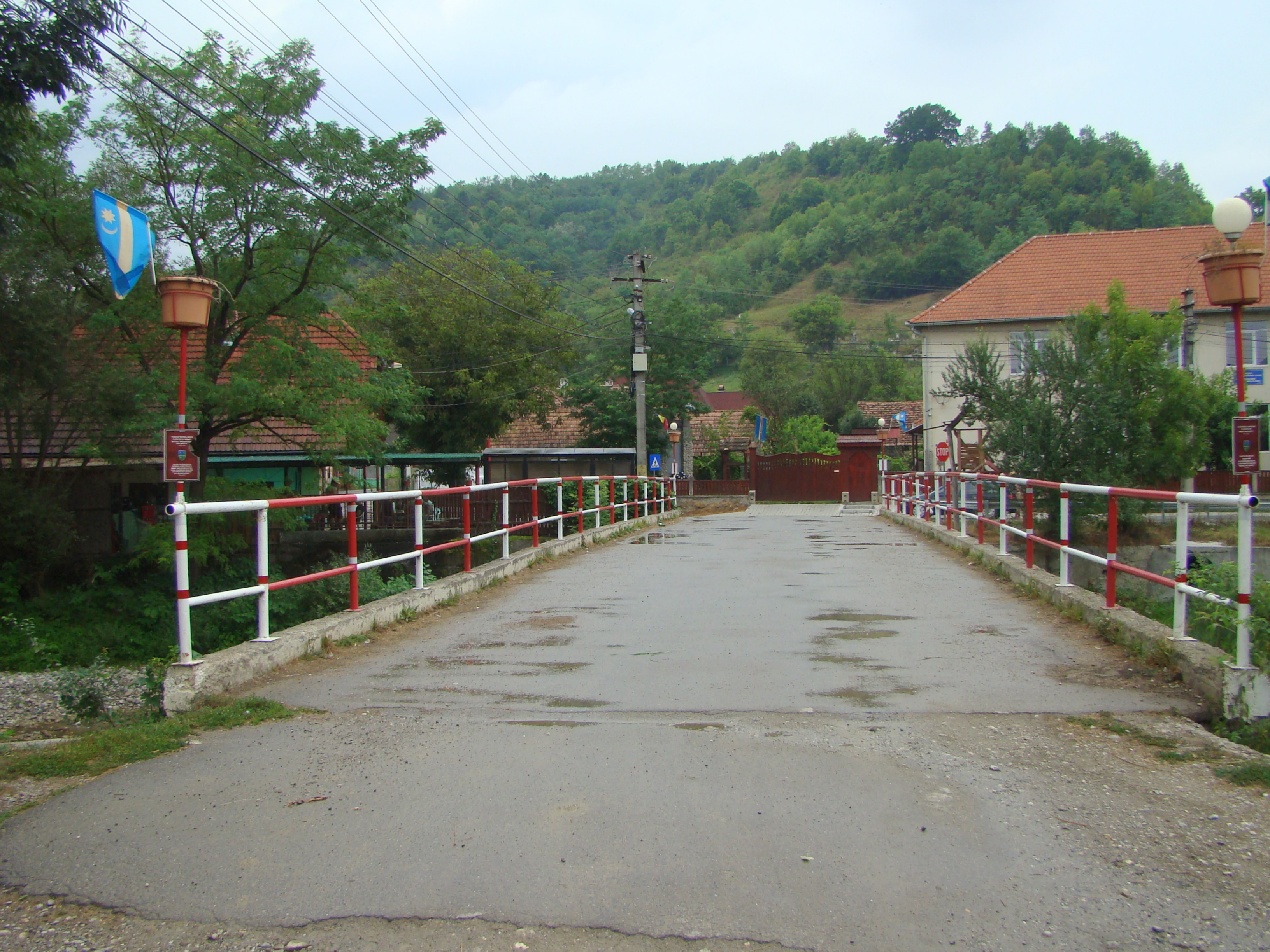
Podul peste Cușmed
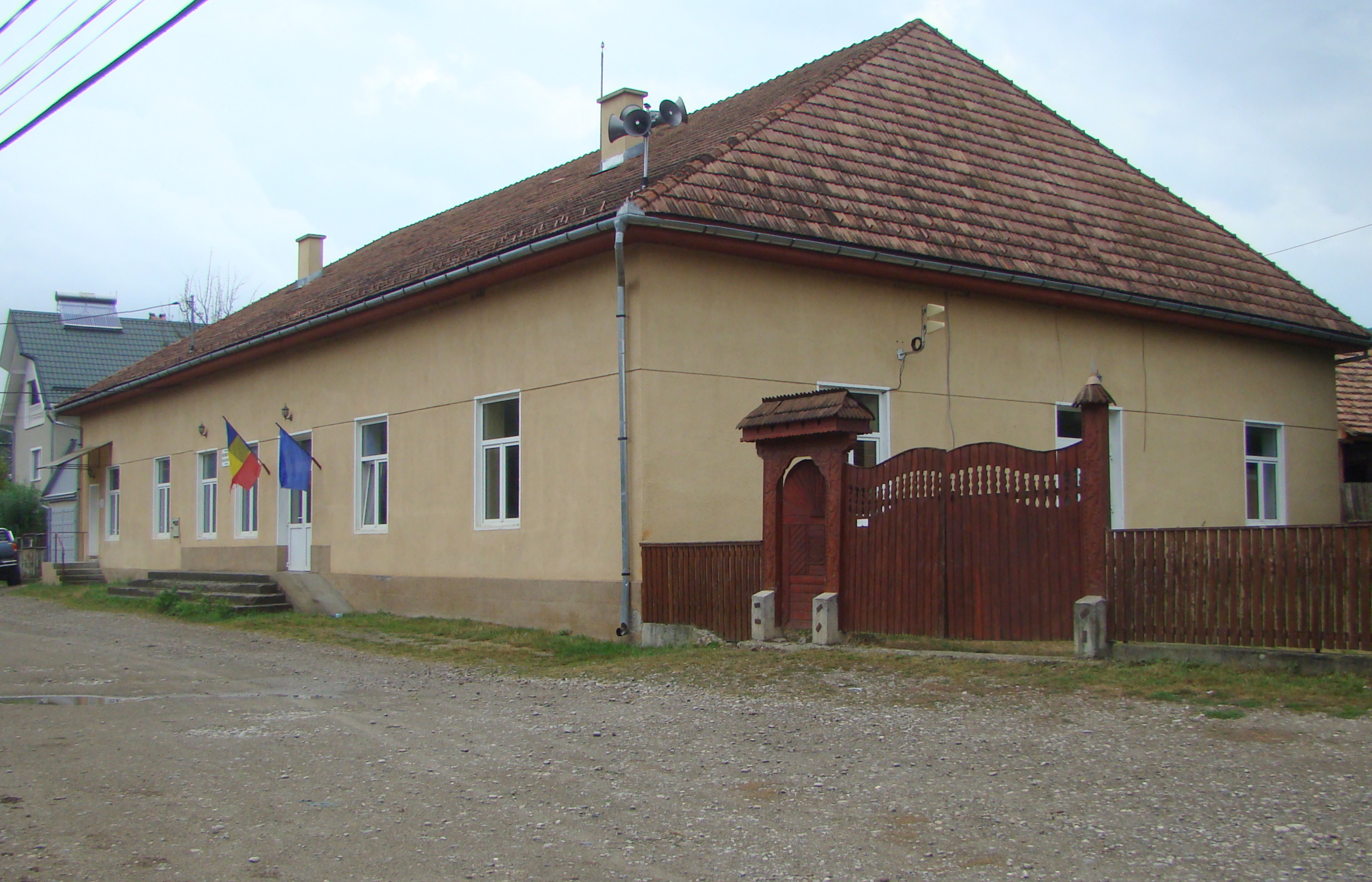
Dispensarul medical
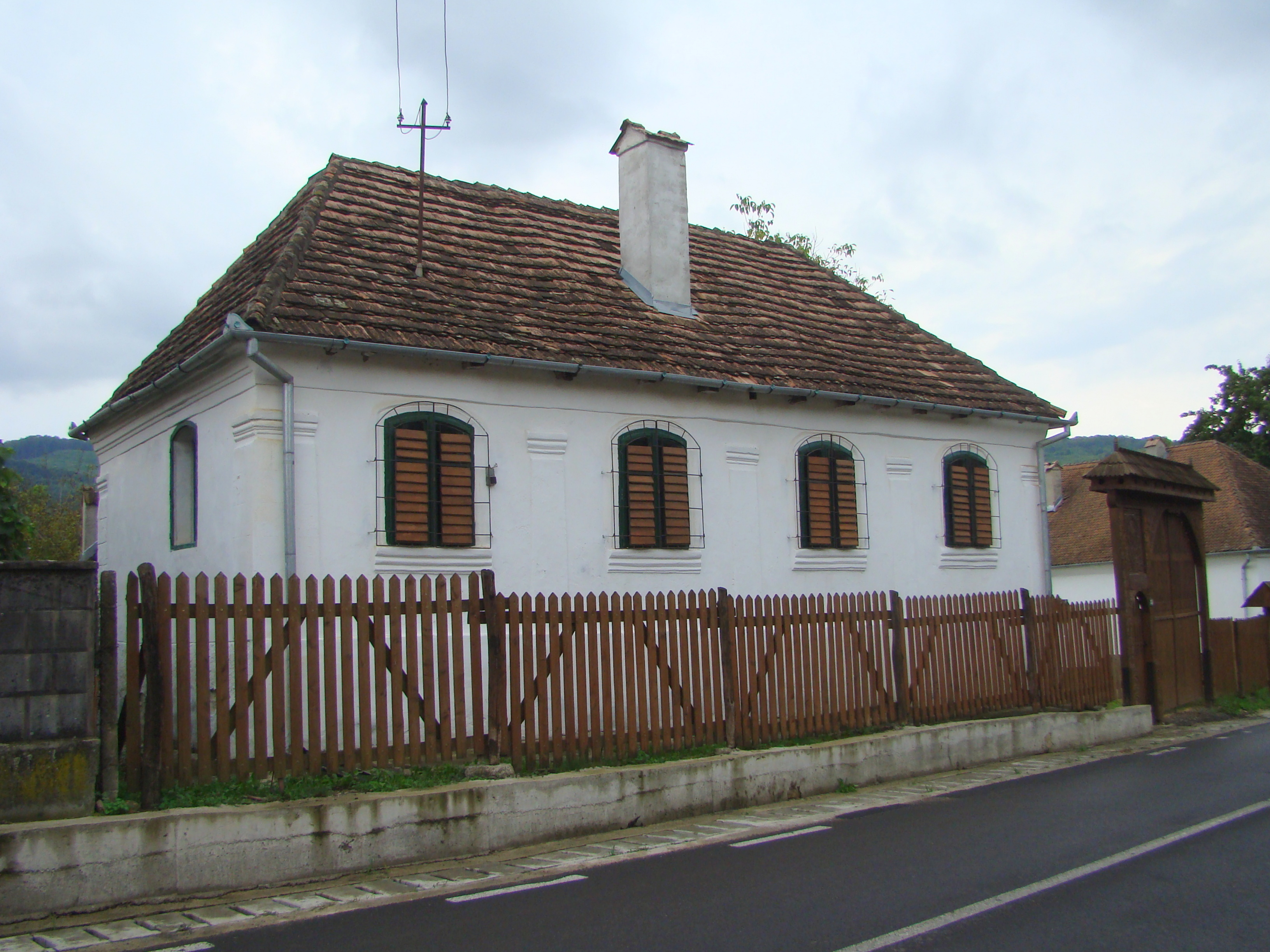
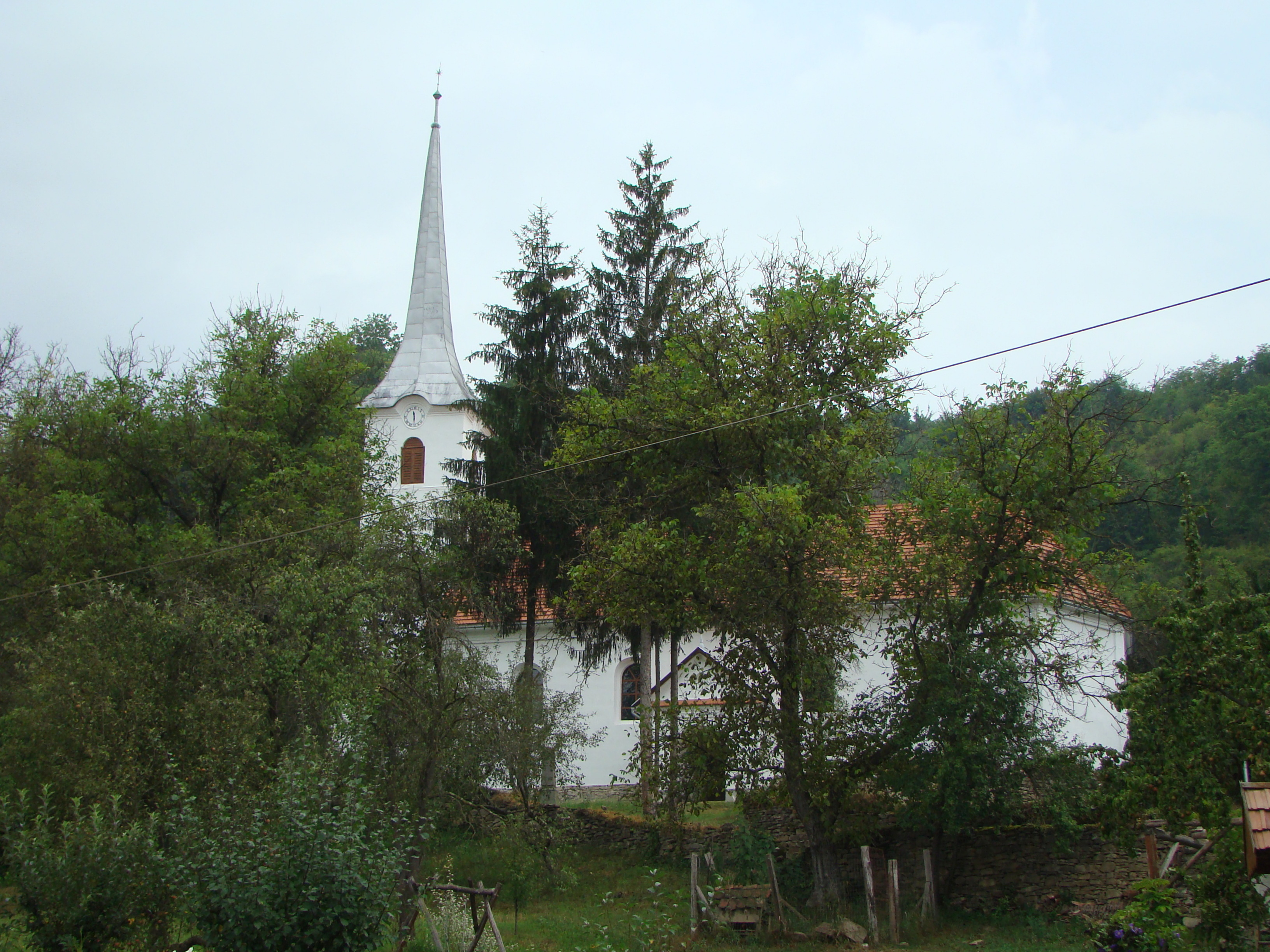
Biserica reformată
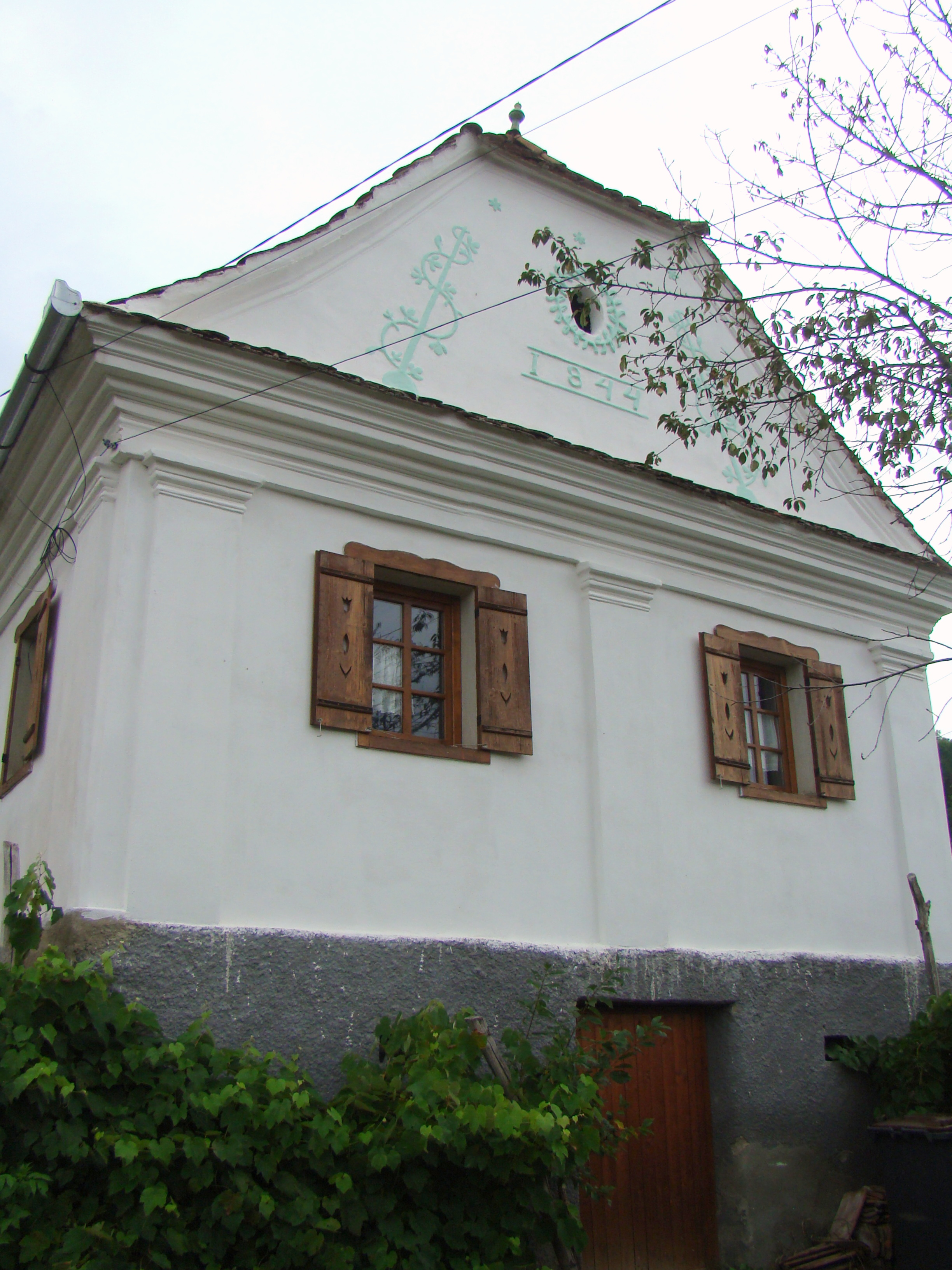
Casa parohială reformată
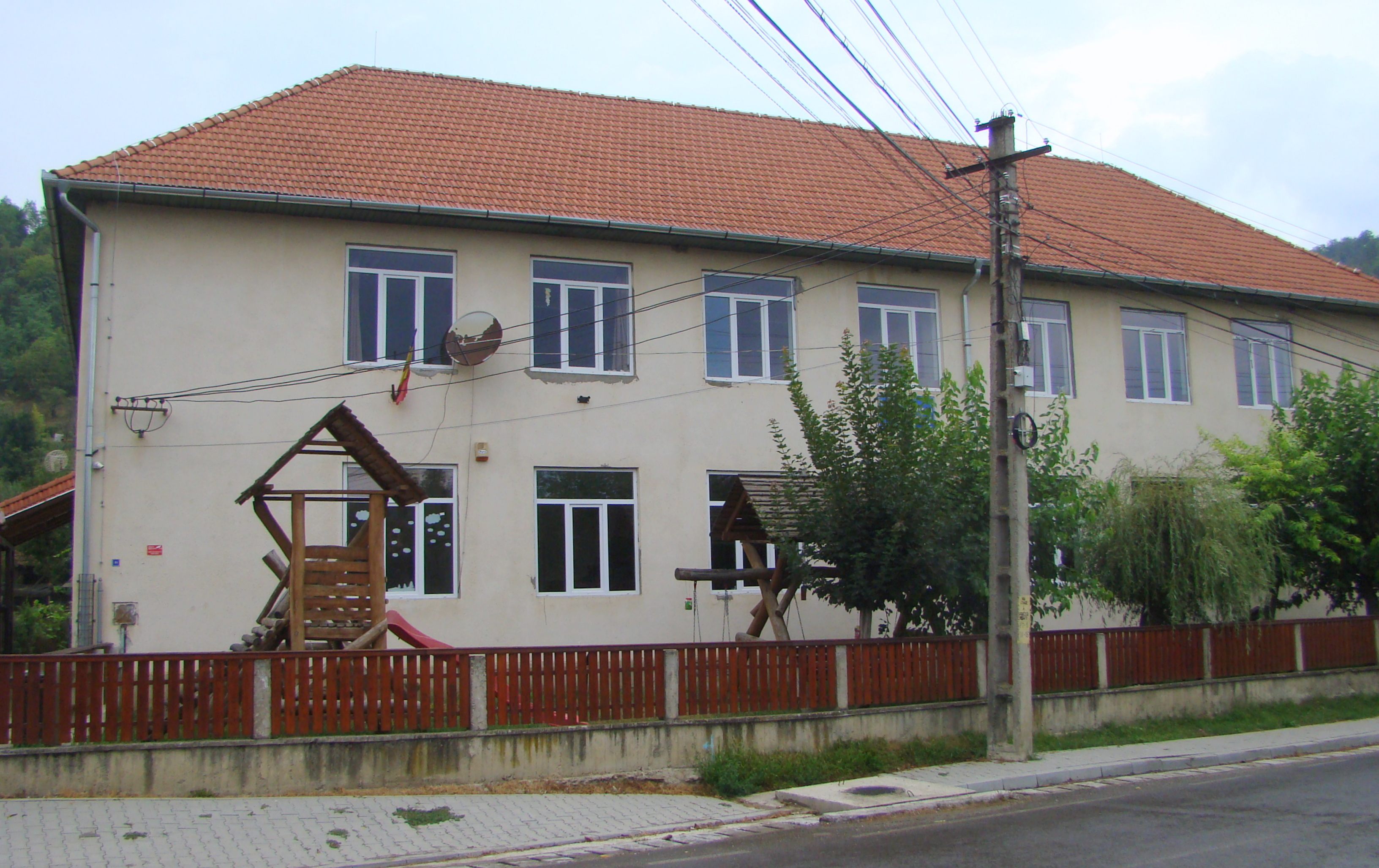
Școala
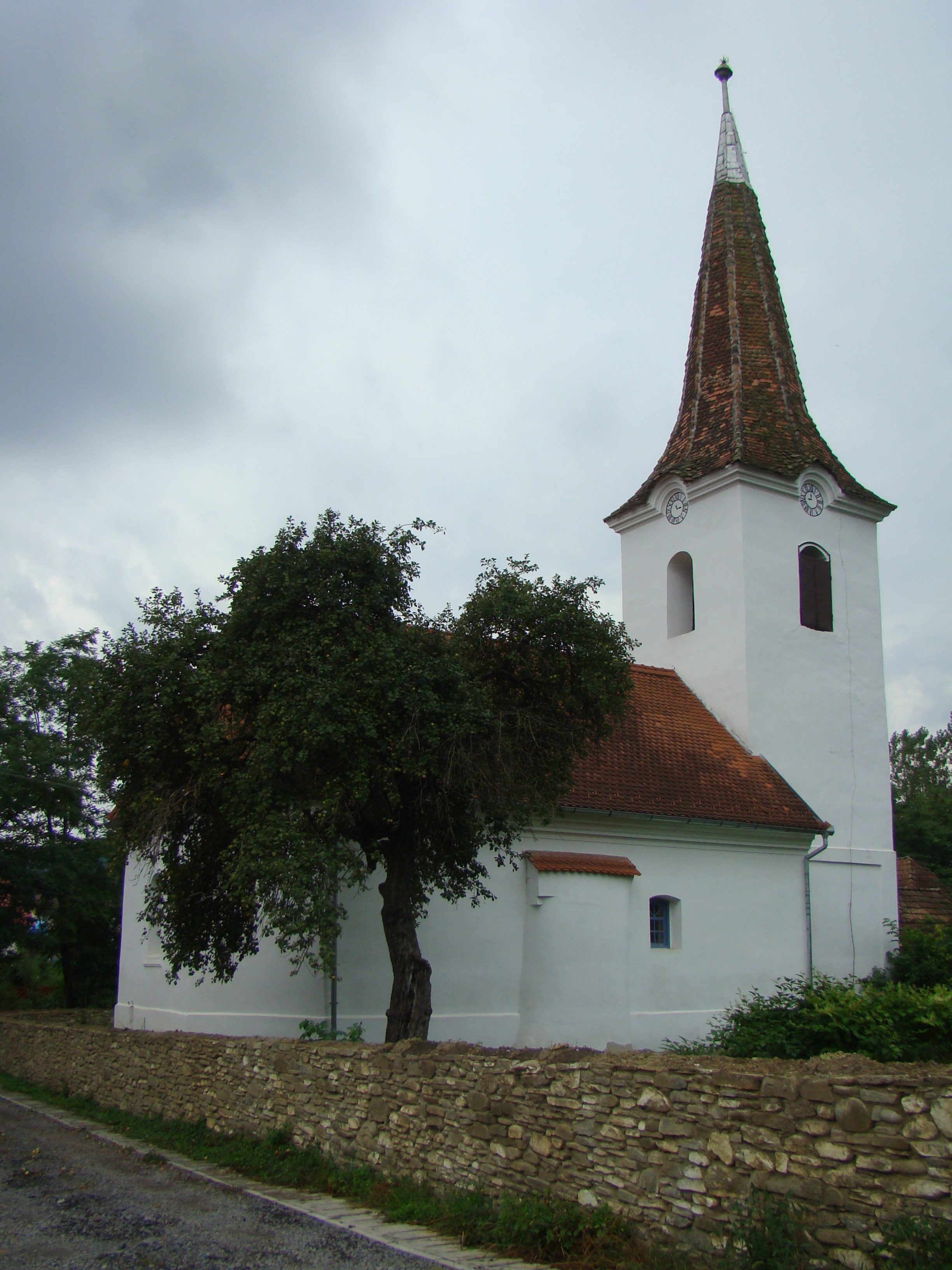
Biserica unitariană
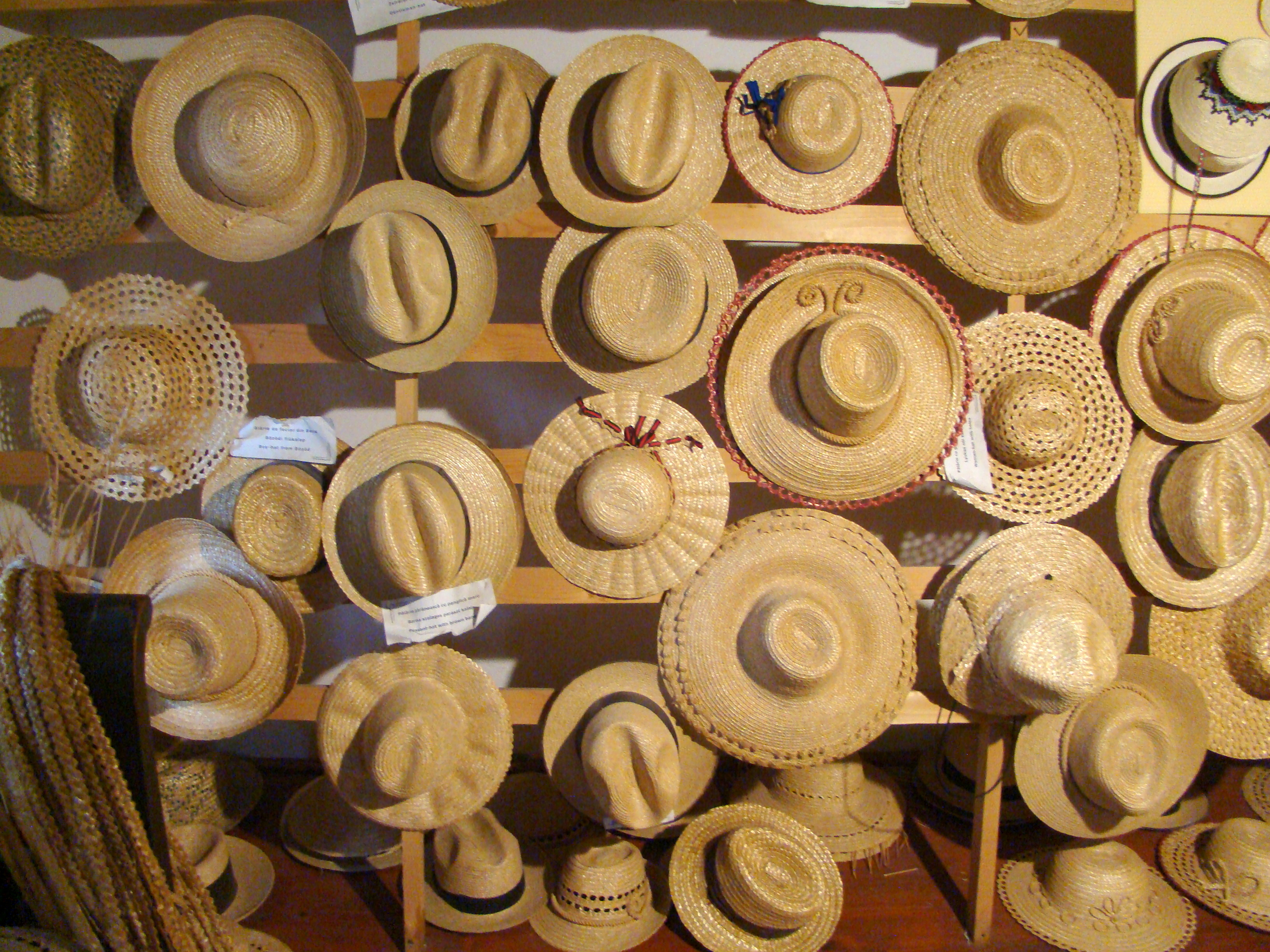
Muzeul pălăriilor de paie
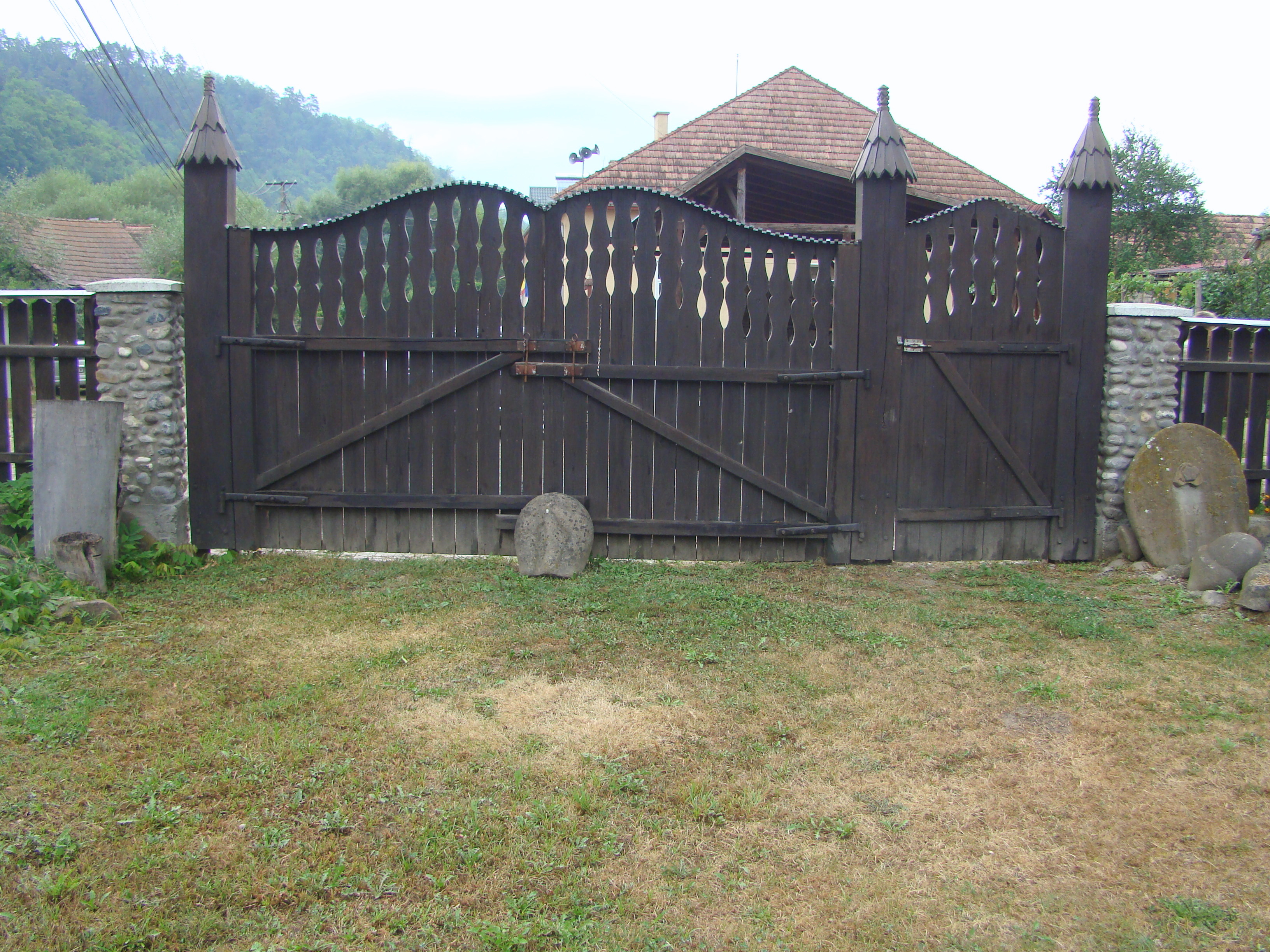
Poarta de lemn